# 摩尔人

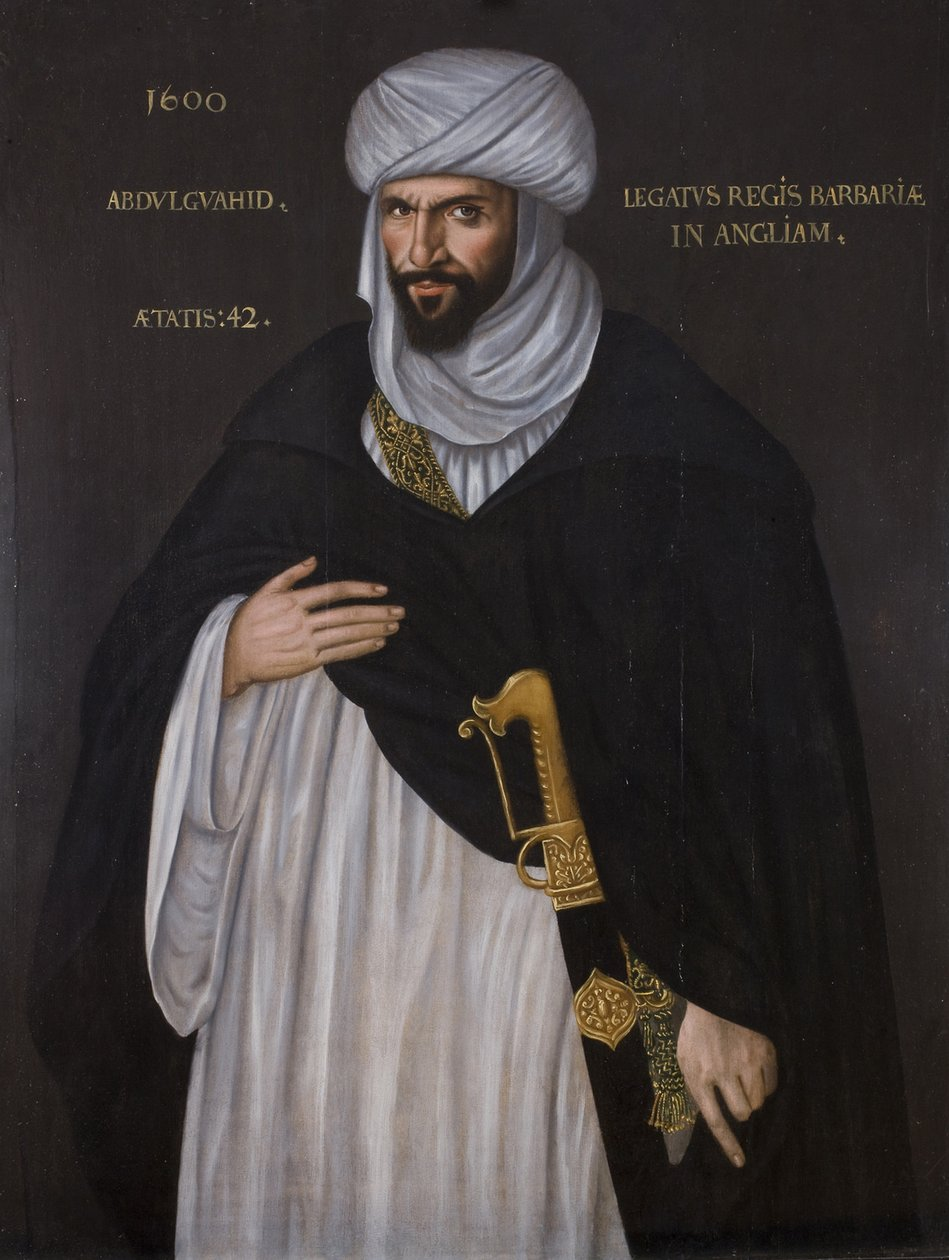
出使英格兰会见伊丽莎白一世的柏柏尔人大使。在油画中称为“摩尔人大使”。

摩尔人（西班牙語：Moro）是指中世纪伊比利亚半岛（今西班牙和葡萄牙）、西西里島、撒丁、馬爾他、科西嘉島、马格里布穆斯林居民。历史上，摩尔人主要指在伊比利亚半岛的伊斯兰征服者。直到3世纪，“毛利”这个名字是罗马人对所有未罗马化的、且由自己首领统治的北非土著的称呼。摩尔人主要由阿拉伯人和柏柏尔人组成，也有伊比利半岛出身的土著穆斯林（穆拉迪人）。
摩尔人一词在欧洲使用很广泛且略带贬义，一般指穆斯林，特别是西班牙或北非的阿拉伯人或柏柏尔人後裔。在葡萄牙殖民印时代，葡萄牙人在斯里兰卡和印度果阿使用“锡兰摩尔人”和“印度摩尔人”两个词，孟加拉国的穆斯林也被称为“摩尔人”。莎士比亚的《奥赛罗》中的主人公就是“威尼斯的摩尔人”。

## 历史

穆斯林征服伊比利亞，750年

640年，伊斯兰教兴起之后，新兴的阿拉伯帝国四面扩张。708年伊斯兰教传入北非。大量当地人把阿拉伯语接受为母语，并皈依伊斯兰教。在伊斯兰教在非洲传播的过程中，多种文化的族群融入其中。
711年，摩尔人入侵基督教的伊比利亚半岛（今天的西班牙和葡萄牙）。一个非洲柏柏尔人将军塔里克·伊本·齐亚德率领6500名北非柏柏尔人和500名阿拉伯人北渡直布罗陀海峡在伊比利亚半岛登陆。登陆后他立刻焚烧战船，以示破釜沉舟、背水一战的决心。经过八年的征战，摩尔人征服了南部大半个西班牙。他们试图向东北进军，跨越比利牛斯山，但732年在图尔战役中被法兰克人击败。数十年中摩尔人统治了北非以及西班牙除了西北部和比利牛斯山区的巴斯克地区。摩尔人内部从750年代开始兄弟阋墙。

1037年伊比利亚半岛上的诸泰法（南部），以及基督教王国（北部）

这个国家后来分裂成几个伊斯兰泰法，这些泰法名义上臣服于科尔多瓦哈里发。位于北部和西部的基督教王国则在伊比利亚半岛上逐渐扩张势力。加利西亚、莱昂王国、纳瓦拉、阿拉贡、加泰罗尼亚和卡斯提爾在之后的几个世纪中逐渐扩张。这一时期基督徒、穆斯林和犹太人得以和睦相处。1031年科尔多瓦哈里发垮台，在西班牙的伊斯兰领土被北非的穆拉比特王朝统治。

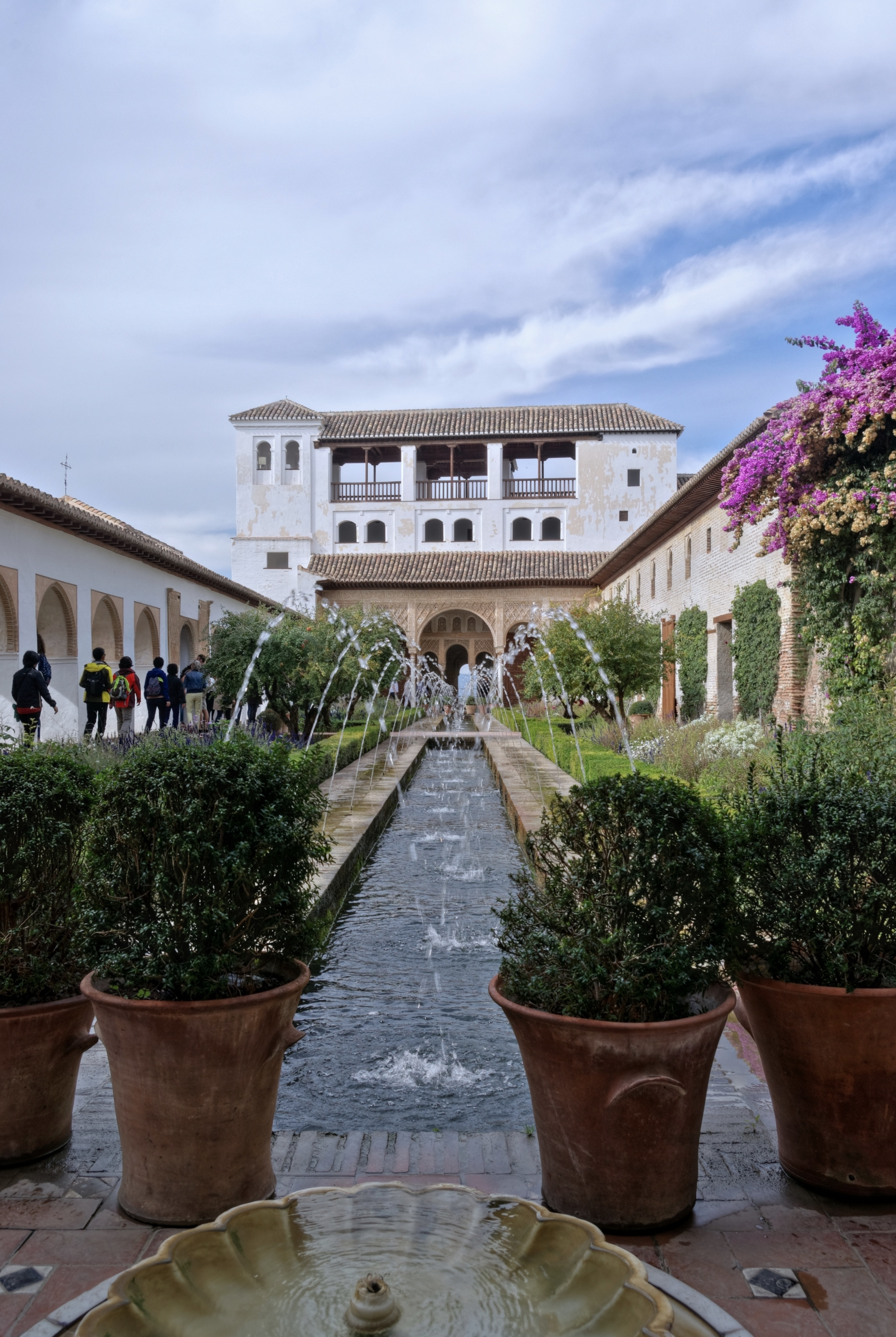
阿尔罕布拉宫花园中的喷泉

1212年，基督教各王国联盟在卡斯蒂利亚国王阿方索八世的带领下将穆斯林赶出西班牙中部。但在格拉纳达的摩尔人王国在此之后仍在伊比利亚南部安達魯西亞得以保持了三个多世纪的繁荣。这个王国以像阿尔罕布拉宫这样的美轮美奂的建筑而声名远播。1492年1月2日，这个在格拉那达的最后一个穆斯林堡垒臣服于新近统一的基督教西班牙王国。穆斯林们被迫在离开西班牙和皈依基督教中选择。这些穆斯林的后代被称为“摩里斯科人”，受到歧视。他们在如阿拉贡、巴伦西亚或安達魯西亞这样的地区大部分从事农业。在1609年到1614年间他们被有组织地迫害，当时全部800万西班牙人中有30万被波及。
与此同时，征服伊斯兰的浪潮不光西进到了西班牙，也东征亚洲：经由印度、马来半岛和印度尼西亚，直到菲律宾的棉兰老岛。1521年，麦哲伦的船队经新大陆到达菲律宾群岛，将当地的土著称为摩尔人（后来的摩洛人）。

## 近代摩尔人
摩尔人主要生活在阿尔及利亚、摩洛哥、突尼西亚和毛里塔尼亚。歷史学者通常把摩尔人分为阿拉伯-柏柏尔和哈拉廷（摩爾黑人）两类。斯里兰卡摩尔人追溯他们的祖先为阿拉伯的摩尔人。阿拉伯-柏柏尔摩尔人的社經地位通常较高（阿拉伯-柏柏爾摩尔人多数是貴族與自由民，黑摩尔人多数是奴隶)。
在現代伊比利半島，摩尔人指阿拉伯人与北非穆斯林（特別是摩洛哥人），在葡萄牙，北方居民也稱南方葡萄牙人為摩爾。